# Panic (альбом MxPx)
Panic сьомим студійним альбомом панк-рок гурту MxPx.

### Випуск
Реліз відбувся 6 червня 2005 року на міжнародному рівні і днем пізніше у США. Це було проривом альбому коли сингл «Heard That Sound» виявився незначним радіо-хітом. Також було представлено соліста-бас-гітариста Blink-182/+44 Марка Гоппуса на «Wrecking Hotel Rooms».

## Список композицій
Всі пісні написані Майком Еррерою.
| #     | Назва                          | Тривалість |
| ----- | ------------------------------ | ---------- |
| 1.    | «The Darkest Places»           | 2:35       |
| 2.    | «Young and Depressed»          | 3:05       |
| 3.    | «Heard That Sound»             | 3:40       |
| 4.    | «Cold Streets»                 | 2:46       |
| 5.    | «The Story»                    | 3:31       |
| 6.    | «Wrecking Hotel Rooms»         | 3:26       |
| 7.    | «Late Again»                   | 2:35       |
| 8.    | «Kicking and Screaming»        | 2:52       |
| 9.    | «Grey Skies Turn Blue»         | 3:04       |
| 10.   | «Emotional Anarchist»          | 2:02       |
| 11.   | «Call in Sick»                 | 3:00       |
| 12.   | «Get Me Out»                   | 2:10       |
| 13.   | «Waiting for the World to End» | 3:46       |
| 14.   | «This Weekend»                 | 3:21       |
| 41:53 |                                |            |